# تشارلز يوجين لانسلوت براون
تشارلز يوجين لانسلوت براون هو مهندس سويسري، ولد في 17 يونيو 1863 في فينترتور في سويسرا، وتوفي في 2 مايو 1924 في Montagnola ‏ في سويسرا.